# 町田久則
町田 久則（まちだ ひさのり、? - 延宝4年11月10日（1676年12月14日））は、安土桃山時代から江戸時代前期にかけての薩摩国島津氏の家臣で薩摩藩士。通称は源六。官位は勘解由次官、伊賀守。入道名は石心。別名は久慶。父は町田久政。子は町田忠代。

## 生涯
父の久政が文禄・慶長の役での露梁海戦にて討ち死にしたため家督を継ぎ、鹿児島へ召し寄せられた。また、山田（現・鹿児島市）・大崎・隈之城（現・薩摩川内市）・阿久根（現・阿久根市）などの地頭を歴任、更に寛永9年（1632年）にも百次（現・薩摩川内市）の地頭となった。
慶長4年（1599年）、庄内の乱での山田城攻めのときは、火縄銃の弾に当たり手負いとなるも奮戦を続け、伊集院方の黒木越前を討ち取る功を上げた。翌年の関ヶ原の戦いにも従軍し、島津義弘に従い撤退戦を行うも途中で義弘を見失う。久則は京へ出て近衛家を頼ると、長谷場純智・川上久智・白浜重次・新納旅庵・喜入忠続ら十名と共に、三輪山の大先達前官より銀子一貫目を借りて薩摩への帰国を果たした。
その後は琉球国への在番役を8年ほど務めた。寛永13年（1636年）、主君・島津家久（忠恒）の三男で加治木島津家の当主・島津忠朗の、その御付きであった市来家繁が死去したため、その代役を仰せ付かり加治木（現・姶良市）に移住した。しかし、翌々年の寛永15年（1638年）には再び鹿児島への帰参を命じられている。慶安2年（1649年）に家久の跡を継いだ島津光久の家老を仰せ付かり、寛文2年（1662年）まで務め上げた（以後の家老職は、子の忠代が引き継ぐ）。
延宝4年（1676年）に死去した。法名は「明〇石心大居士（〇の部分の文字は不詳）」。

## 系譜
- 父：町田久政
- 母：不詳
- 妻：不詳
  - 男子：町田忠代